# オープン・ザ・ユナイテッドゲート王座
オープン・ザ・ユナイテッドゲート王座は、DRAGONGATE USAが管理、認定していた王座。

## 歴史
2011年1月31日、DRAGONGATE USAユニオンシティ大会で行われた初代王座決定タッグリーグに優勝したPAC&吉野正人組が初代王者になった。

## 歴代王者
| 歴代  | タッグチーム                                                   | 防衛回数 | 獲得日付       | 獲得場所 （対戦相手・その他）                                            |
| ----- | -------------------------------------------------------------- | -------- | -------------- | ------------------------------------------------------------------------ |
| 初代  | 吉野正人 & PAC                                                 | 3        | 2011年1月31日  | ニュージャージー州ユニオンシティ ジョニー・ガルガノ & チャック・テイラー |
| 第2代 | CIMA & リコシェ                                                | 2        | 2011年9月12日  | ウィスコンシン州ミルウォーキー 返上                                      |
| 第3代 | 吉野正人 & リコシェ                                            | 0        | 2012年3月31日  | フロリダ州マイアミ ジョニー・ガルガノ & チャック・テイラー 返上          |
| 第4代 | CIMA & ARフォックス                                            | 3        | 2012年7月30日  | イリノイ州シカゴ リコシェ & リッチ・スワン                               |
| 第5代 | ヤング・バックス （マット・ジャクソン & ニック・ジャクソン）   | 0        | 2013年4月7日   | ニュージャージー州ハドソン                                               |
| 第6代 | ブラバド・ブラザーズ （ランス・ブラバド & ハーレム・ブラバド） | 不明     | 2013年11月17日 | ニューヨーク州ニューヨーク                                               |